# Jan Ankerman
Jan Geert Ankerman (2 de março de 1906 em Wommels, Littenseradiel - 27 de dezembro de 1942 em Rangoon, Birmânia) foi um jogador holandês de hóquei no campo que competiu nas Olimpíadas de verão de 1928.
Ele era membro da equipe holandesa de hóquei no campo, que ganhou a medalha de prata. Ele jogou as quatro partidas como meio-campista.